# Philya inflata
Philya inflata är en insektsart som beskrevs av Metcalf. Philya inflata ingår i släktet Philya och familjen hornstritar. Inga underarter finns listade i Catalogue of Life.